# César Muñiz Fernández
César Muñiz Fernández (født 18. maj 1970) er en belgisk-født spansk fodbolddommer. Han har dømt internationalt under det internationale fodboldforbund FIFA siden 2007, hvor han repræsenterer Spanien.

## Kampe med danske hold
- Den 12. september 2007: Kvalifikation til EM 2009 for U21 landshold: Skotland U21 – Danmark U21 0-0.
- Den 14. oktober 2008: Kvalifikation til EM 2009 for U21 landshold (playoffs): Serbien U21 – Danmark U21 1-0.
- Den 12. oktober 2010: Kvalifikation til EM 2012: Danmark – Cypern 2-0.